# آدم كوفاتش (لاعب كاراتيه)
آدم كوفاتش (بالمجرية: Kovács Ádám)‏ هو لاعب كاراتيه مجري، ولد في 3 فبراير 1981 في بودابست في المجر.

## وصلات خارجية
- آدم كوفاتش على موقع الجمعية الدولية للألعاب العالمية (الإنجليزية)